# Vic-Fezensac
Vic-Fezensac é uma comuna francesa na região administrativa da Occitânia, no departamento de Gers. Estende-se por uma área de 53.94 km², e possui 3.509 habitantes, segundo o censo de 2018, com uma densidade de 65 hab/km².